# (612575) 2003 QK91
(612575) 2003 QK91 est un objet transneptunien du système solaire faisant partie du disque des objets épars. Il mesure environ 240 km de diamètre.